# Jay McShann
Jay McShann est un pianiste de jazz, chanteur de blues et chef d'orchestre américain, né le 12 janvier 1916 et mort le 7 décembre 2006.

## Biographie
Il apprend le piano en autodidacte et commence sa carrière en 1931 en jouant notamment aux côtés du saxophoniste Don Byas. Il parcourt les routes du Midwest (Tulsa, Wichita), du Nouveau-Mexique et de l'Arizona avant de s'installer à Kansas City en 1936.
Il se produit à cette période dans les clubs de la ville puis forme un groupe qu'il dirige de 1937. Deux ans plus tard il joue dans un trio à Chicago puis revient à Kansas City pour former un big band, composé notamment du jeune saxophoniste Charlie Parker ainsi que du contrebassiste Gene Ramey et du batteur Gus Johnson pour la section rythmique de l’orchestre,. Ils jouent à New York à partir de février 1942 et enregistrent deux disques pour le label Decca, principalement sur un répertoire blues. McShann doit rejoindre l'armée en 1943 et le groupe se sépare. De retour en 1944, McShann tente en vain de réunir à nouveau sa formation mais plusieurs d'entre eux sont dispersés dans d'autres groupes de New York ou encore à l'armée. Il quitte alors New York pour jouer à Los Angeles avec le chanteur de blues Jimmy Witherspoon.
Dans les années suivantes il se fait moins remarquer, jouant dans différents clubs de Kansas City. En 1955, le titre Hands Off, enregistré sur Vee-Jay avec la chanteuse Priscilla Bowman est un succès dans les charts rhythm and blues. Il est redécouvert et apprécié comme chanteur et pianiste de blues à partir de 1969. Il est souvent en tournée en Europe et dans de nombreux festivals de jazz. Il accompagne parfois le violoniste Claude Williams, Gene Ramey et le batteur Paul Gunther. Il enregistre aussi régulièrement jusque dans les années 1990. En 2001, à 85 ans il enregistre au Canada un album live, Hootie Blues qui sort en 2006. McShann meurt en 2006 à 90 ans.

### Récompense
McShann reçoit un Jazz Master en 1987 par le National Endowment for the Arts.

## Discographie
En leader (partielle)
- Swingmatism (1941)
- Confessin' the blues (1941)
- So You Won't jump (1941)
- Sepian Bounce (1942)
- Say Forward, I'll March (1943)

| Enregistrement | Nom de l'album                  | Label et notes.                     |
| -------------- | ------------------------------- | ----------------------------------- |
| 1954           | Kansas City Memories            | Decca Records. Album studio.        |
| 1966           | McShann's Piano                 | Capitol Records. Album studio.      |
| 1971           | The Big Apple Bash              | Wounded Bird Records. Album studio. |
| 1974           | Vine Street Boogie              | Black Lion. Album live.             |
| 1989           | Paris All-Star Blues: A Tribute | Musicmasters. Album studio.         |
| 2000           | Hootie!                         | Chiaroscuro. Album live.            |
| 2006           | Hootie's Blues                  | Stony Plain. Album live.            |